# Gittenbergeria turriplana
Gittenbergeria turriplana је пуж из реда Stylommatophora.

## Угроженост
Ова врста није угрожена, и наведена је као последња брига јер има широко распрострањење.

## Распрострањење
Ареал врсте је ограничен на једну државу: Португал.